# オリオン座パイ1星
オリオン座π1星（オリオンざパイ1せい、π1 Orionis、π1 Ori）は、オリオン座の恒星である。見かけの等級は4.65と、暗いが肉眼でみえる明るさである。年周視差に基づいて太陽からの距離を計算すると、約121光年である。よく観測されているうしかい座λ型星の1つで、周囲からは遠赤外線の超過が検出されている。

## 特徴
オリオン座π1星は、A型主系列星に位置づけられるが、うしかい座λ型星の一員でもあり、スペクトル型は kA0hA3mA0 Va- λ Boo と分類されている。うしかい座λ型の代表であるうしかい座λ星とともにいち早く、カルシウムのK線や水素のバルマー線から求められるスペクトル型で予想されるよりも金属線が弱いことがわかった恒星の1つである。金属量は、だいたいの金属元素でおしなべて1桁欠乏している。
| 太陽 | オリオン座π1星 |
| ---- | -------------- |
| 太陽 | Exoplanet      |

オリオン座π1星は表面の有効温度がおよそ8900 Kで、光度は太陽の約17倍であり、半径は太陽の約1.7倍、質量は太陽のおよそ1.9倍と推定されている。年齢は3億年程度とみられ、主系列段階の寿命のうち3分の1から半分近くを消化したものと考えられる。非動径振動を起こしていることが示唆され、TESSによる観測結果から、30-40分の複数周期で1ミリ等級以下の振幅の光度変化が求められている。

### 赤外超過
オリオン座π1星は赤外線天文衛星IRASの観測結果から、中間赤外線より遠赤外線が大幅に明るい赤外超過がみられた。スピッツァー宇宙望遠鏡でも赤外超過が検出されており、ハーシェル宇宙天文台によって赤外超過の空間分布も示された。ハーシェルが示す赤外線源の大きさは外径がおよそ129 auなのに対し、赤外線のスペクトルエネルギー分布から黒体放射を仮定して求めた星周塵の分布は半径およそ74 auとだいぶ差があるが、これは粒子径の分布が正確でない残骸円盤にはよくあることで、一方ハーシェルが分解した赤外超過の対称軸がオリオン座π1星の空間運動ベクトルとはずれていることから、赤外超過は星間塵との相互作用によるバウショックよりも星周円盤に由来するものである可能性が高いとみられる。

## 名称
アメリカのアマチュア博物学者アレンによれば、オリオン座ο1星、ο2星、オリオン座π1星、π2星、π3星、π4星、π5星、π6星、オリオン座g星をまとめて、ペルシア語で「冠」を意味する Al Tāj、或いはアラビア語で「衣服の袖」を意味する Al Kumm と呼ばれていた。
中国ではオリオン座π1星は、天旗ともいいみえ具合で吉凶を占ったといわれる參旗（拼音: Cān Qí）という星官をオリオン座ο1星、ο2星、オリオン座g星、オリオン座π2星、π3星、π4星、π5星、π6星と共に形成する。オリオン座π1星自身は參旗四（拼音: Cān Qí sì）すなわち参旗の4番星といわれる。